# Linh lăng Ả Rập
Linh lăng Ả Rập (danh pháp hai phần: Medicago arabica là một loài thực vật có hoa trong họ Đậu. Đây là loài bản địa của bồn trũng Địa Trung Hải được tìm thấy trên khắp thế giới. Nó hình thành mối quan hệ cộng sinh với vi khuẩn cố định đạm Sinorhizobium medicae.

## Hình ảnh

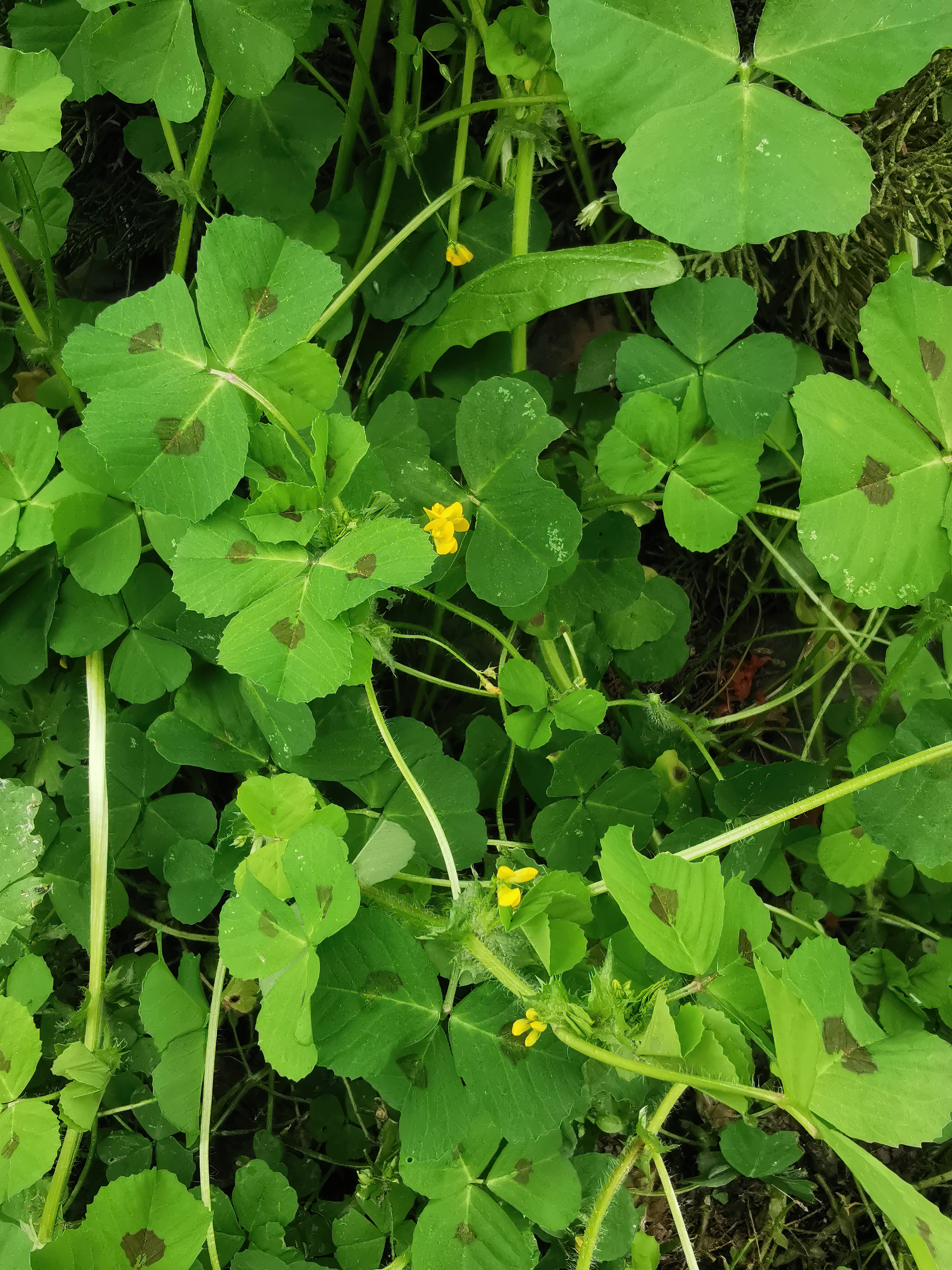
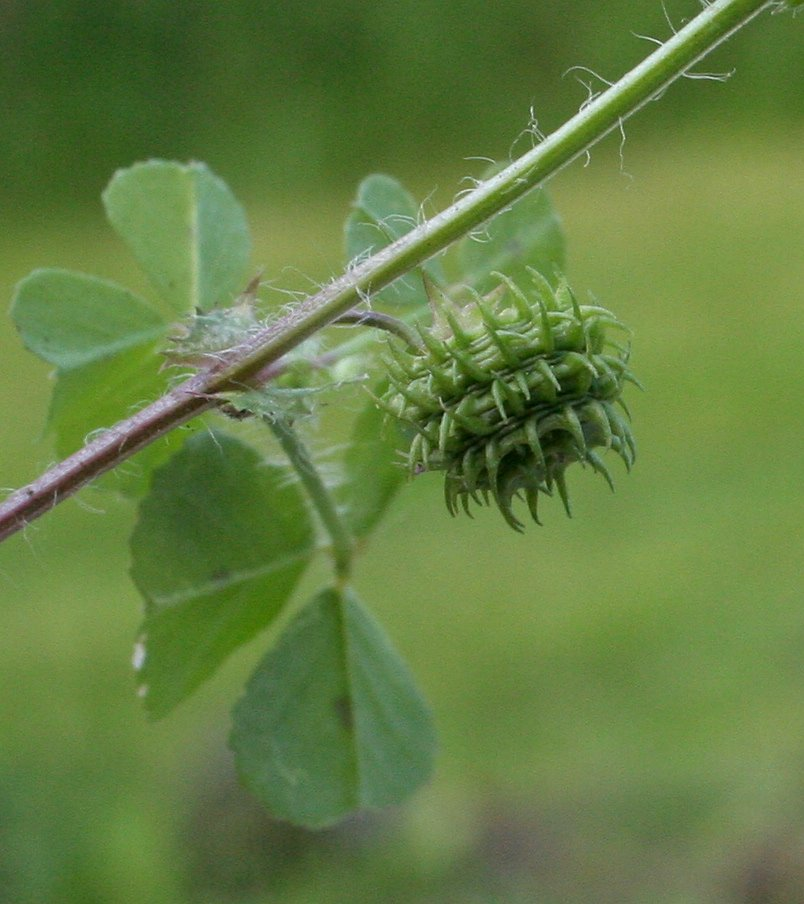
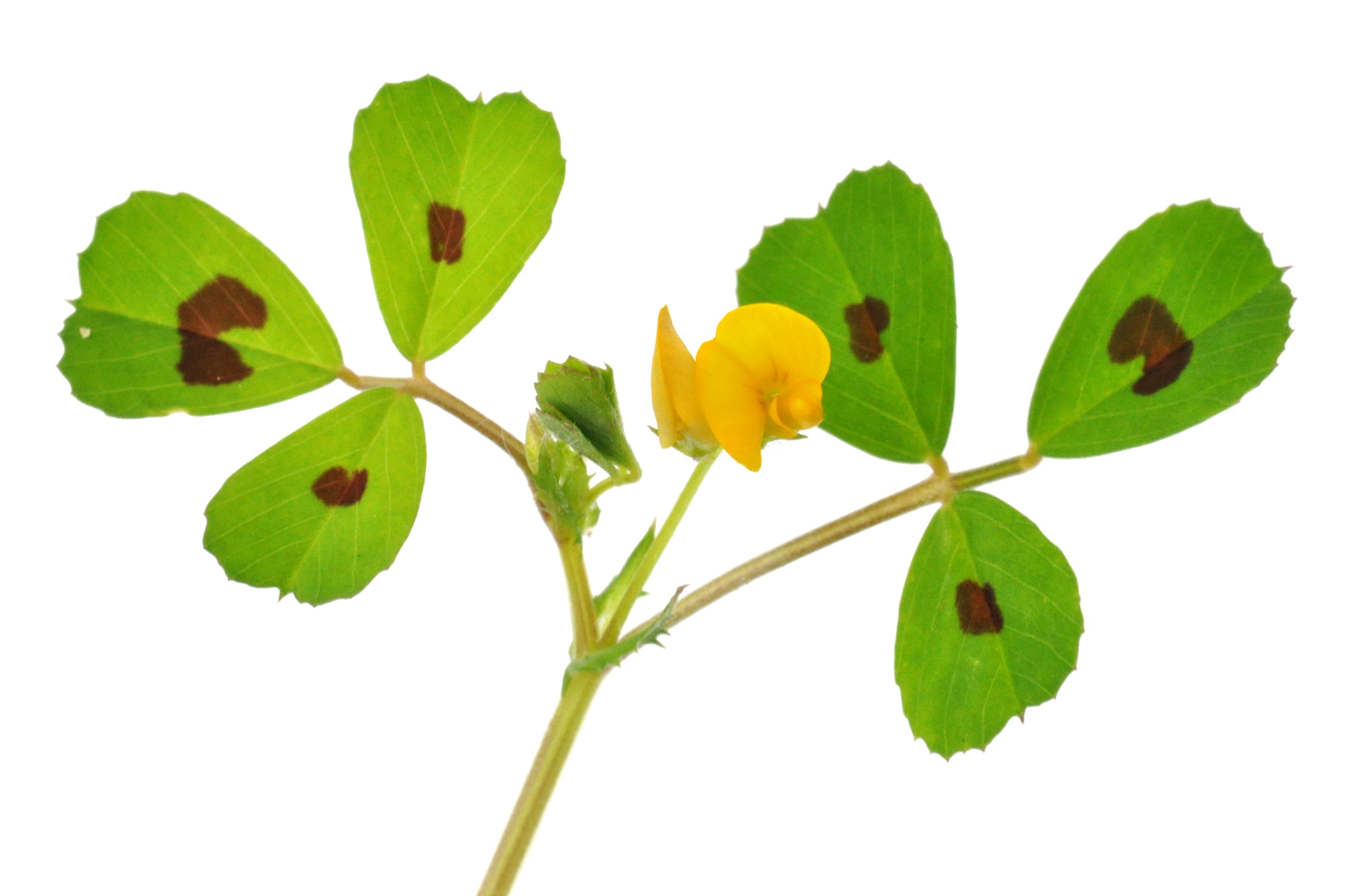
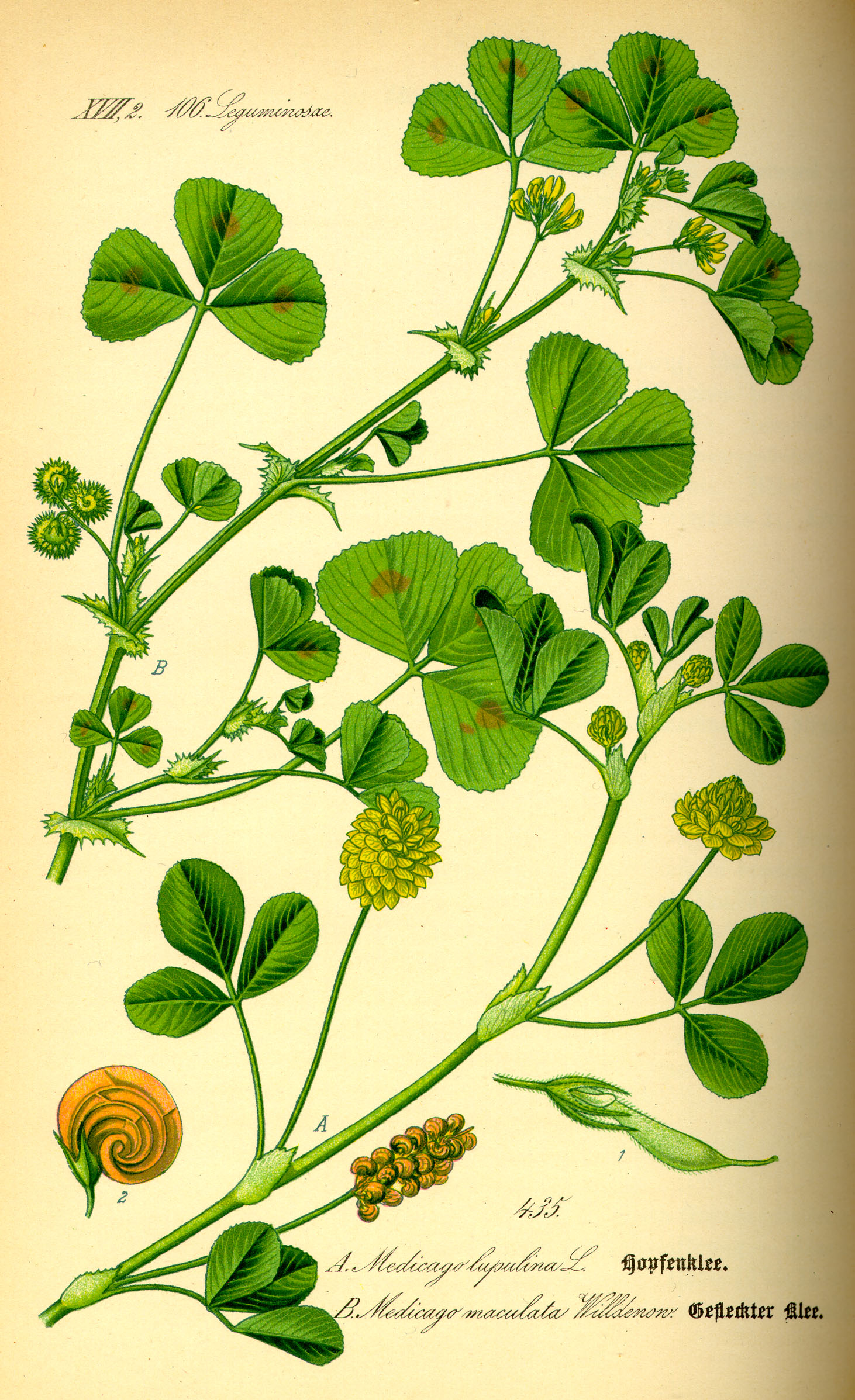